# Michi Himeno
Michi Himeno (姫野 美智?, Himeno Michi; 16 agosto 1956) è un'animatrice e character designer giapponese, nota soprattutto per i suoi lavori su titoli come I Cavalieri dello zodiaco e Lady Oscar.
Famosa e proficua è la sua collaborazione con Shingō Araki, con il quale ha lavorato a numerose serie di grande successo, generalmente occupandosi dei personaggi femminili lasciando a lui quelli maschili. Con Araki ha anche fondato la Araki Production nel 1975.

## Opere e collaborazioni
- 1977 - Planet Robot Danguard Ace (TV)
- 1979 - Lulù l'angelo tra i fiori (TV)
- 1979 - Lady Oscar (TV)
- 1981 - Ulisse 31 (TV)
- 1982 - Space Adventure Cobra (TV)
- 1984 - Heathcliff & the Catillac Cats
- 1986 - I cavalieri dello zodiaco (TV)
- 1987 - I cavalieri dello zodiaco: La dea della discordia
- 1988 - I cavalieri dello zodiaco: L'ardente scontro degli dei
- 1988 - I cavalieri dello zodiaco: La leggenda dei guerrieri scarlatti
- 1989 - I cavalieri dello zodiaco: L'ultima battaglia
- 1989 - Fuma no Kojirou: Yasha-hen (OAV)
- 1990 - Fuma no Kojirou: Seiken Sensou-hen (OAV)
- 1992 - Fuma no Kojirou: Fuma Hanran-hen (OAV)
- 1992 - Babel II (OAV)
- 1993 - Aoki Densetsu Shoot! (TV)
- 1998 - Yu-Gi-Oh! (TV, season 1)
- 2000 - Yu-Gi-Oh! (TV, season 2)
- 2002 - I cavalieri dello zodiaco: The Hades Chapter - Santuario (OAV)
- 2004 - I cavalieri dello zodiaco: Le porte del paradiso
- 2004 - Ring ni Kakero (OAV)
- 2006 - Ring ni Kakero 1: Nichibei Kessen Hen (OAV)
- 2006 - I cavalieri dello zodiaco: The Hades Chapter - Inferno (OAV)
- 2008 - I cavalieri dello zodiaco: The Hades Chapter - Elisio (OAV)
- 2009 - Ring ni Kakero 1: Shadow (OAV)
- 2010 - Ring ni Kakero 1: Sekai Taikai-hen (OAV)